# Meridià 127 a l'oest
El meridià 127 a l'oest de Greenwich és una línia de longitud que s'estén des del pol Nord travessant l'oceà Àrtic, Amèrica del Nord, el Golf de Mèxic, l'oceà Pacífic, l'oceà Antàrtic, i l'Antàrtida fins al pol Sud.
El meridià 127 a l'oest forma un cercle màxim amb el meridià 53 a l'est. Com tots els altres meridians, la seva longitud correspon a una semicircumferència terrestre, uns 20.003,932 km. Al nivell de l'Equador, és a una distància del meridià de Greenwich de 14.138 km.

## De Pol a Pol
Començant en el pol Nord i dirigint-se cap al pol Sud, aquest meridià travessa:
| Coordenades                               | País, territori o mar      | Notes |
| ----------------------------------------- | -------------------------- | --- |
| 90° 0′ N, 127° 0′ O / 90.000°N,127.000°O  | Oceà Àrtic                 | |
| 75° 43′ N, 127° 0′ O / 75.717°N,127.000°O | Mar de Beaufort            | |
| 71° 12′ N, 127° 0′ O / 71.200°N,127.000°O | Golf d'Amundsen            | |
| 69° 25′ N, 127° 0′ O / 69.417°N,127.000°O | Canadà                     | Territoris del Nord-oest Yukon — des de 61° 4′ N, 127° 0′ O / 61.067°N,127.000°O Colúmbia Britànica — des de 60° 0′ N, 127° 0′ O / 60.000°N,127.000°O |
| 50° 50′ N, 127° 0′ O / 50.833°N,127.000°O | Estret de la Reina Carlota | |
| 50° 40′ N, 127° 0′ O / 50.667°N,127.000°O | Canadà                     | Colúmbia Britànica — Illa Malcolm i illa de Vancouver                                                                                                 |
| 49° 51′ N, 127° 0′ O / 49.850°N,127.000°O | Oceà Pacífic               | |
| 60° 0′ S, 127° 0′ O / 60.000°S,127.000°O  | Oceà Antàrtic              | |
| 73° 41′ S, 127° 0′ O / 73.683°S,127.000°O | Antàrtida                  | Territori no reclamat |